# Komunikologija
Komunikologija je družboslovna veda, ki proučuje komuniciranje, sporazumevanje med ljudmi. Njen poudarek leži predvsem na množičnem mediiranem komuniciranju in njegovem vplivu na politične procese.
Sodobni razvoj vede je bil vzpodbujen z vlogo, ki ga je tisk imel v zgodnjih dneh demokracije. Spise o tisku in publiciteti najdemo pri Kantu, Benthamu, de Tocquevillu in Marxu. Nov val zanimanja se je sprožil ob koncu 19. stoletja, ko se je začelo tudi prvo empirično raziskovanje.
Komunikologija 20. stoletja je zaznamovana z dvema velikima paradigmama. Marksistična kritika množične družbe, katere najprominentnejši predstavniki so bili Adorno, Horkheimer in Marcuse (1. generacija frankfurtske šole), je bila kritična do komercializacije medijev, ki jih je videla kot agense ideologije, ki pomagajo vzdrževati kapitalistični sistem. Njihovi pogledi so bili deležni ostrih kritik, saj so publiko predstavljali kot nemočne prejemnike medijskih vsebin. Kritike je doživela tudi predpostavka, da je publika sestavljana iz množice atomiziranih posameznikov.
Funkcionalistična paradigma je po drugi strani izhajala iz minimalnih medijskih učinkov in je pomenila pomemben premik v empiričnem raziskovanju medijskih učinkov. Najpomembnejši predstavniki so bili Lazarsfeld, Lasswel, Lewin, Hovland in Katz. Njen najpomembnejši prispevek leži v razvoju empiričnega raziskovanja, ki je ovrglo tezo o močnih in neposrednih medijskih učinkih. Sem sodijo ugotovitve Katza in Lazarsfelda o dvostopenjskem toku komuniciranja. Ugotovila sta, da obstajajo določeni posamezniki, imenovani mnenjski voditelji, ki pogosto spremljajo medije in jih drugi posamezniki v njihovem socialnem omrežju pogosto vprašajo za nasvet pri oblikovanju mnenja. Tudi Hovland in Lewin sta poudarjala, da posamezniki niso neposredno izpostavljeni medijskim vsebinam, temveč so vpeti v socialna omrežja, ki pomembno vplivajo na recepcijo medijskih vsebin. Ključna omejitev funkcionalistične paradigme je preokupacija z medijskimi učinki v prepričevalni situaciji, kar je posledica izkušnje s propagando v drugi svetovni vojni. 
Blumer in Katz sta konec v 80. letih 20. stoletja razvila teorijo uporabe in zadovoljitve, ki predpostavlja minimalne medijske učinke, saj posamezniki zavestno uporabljajo medije, da zadovoljijo določene potrebe. Teorija je doživela kritike, saj predpostavlja, da se posamezniki zavedajo svojih potreb in popolnoma racionalno izbirajo sredstva za njihovo zadovoljevanje.
Gerbner je prav tako v 80. letih oblikoval kultivacijsko teorijo, ki medije obravnava predvsem kot socializacijske agense, ki imajo dologoročne kumulativne učinke, predvsem pri tistih, ki prekomerno gledajo televizijo.
Ideje o minimalnih medijskih učinkih je omajala teorija prednostnega tematiziranja. Empirične raziskave so namreč dokazale, da prihaja do močnega sovpadanja med temami, ki jih publika zaznava kot pomembne in temami, ki se pogosto pojavljajo v medijih. Po teoriji prednostnega tematiziranja mediji sicer nimajo neposrednega vpliva na oblikovanje mnenj o neki temi, imajo pa moč da določajo dnevni red razprave, tako da določajo, katere teme se bodo pojavljale. 
Konec dvajsetega stoletja se je zgodil tudi premik pozornosti na recepcijo medijskih vsebin. Kulturne študije poudarjajo, da pomen medijskih vsebin ni vnaprej dan, temveč ga publika aktivno konstruira in ga prilagaja svoji vsakdanji izkušnji. Teorija je kritično naravnana in raziskuje možnosti odpora proti kulturnim industrijam skozi opozicijsko branje medijskih vsebin. V tem se skriva tudi njena glavna pomanjkljivost, saj popolnoma pasivno dejanje recepcije pojmuje kot potencialno revolucionarno.
Sodobna komunikologija je najmočneje zaznamovana z delom Jürgena Habermasa in njegovima pojmoma javne sfere in komunikativne racionalnosti. Javna sfera predstavlja forum, v katerem si državljani lahko oblikujejo mnenja v javni razpravi. 
Utemeljitelj slovenske komunikologije je prof.dr. France Vreg.